# Morgan Freeman
Morgan Freeman, ameriški filmski igralec in režiser * 1. junij 1937 Memphis, ZDA.
Znan je postal v 90 letih, po nastopanju v seriji najuspešnejših filmov.

## Zgodnje življenje
Freeman se je rodil 1.6.1937 v Memphisu kot četrti otrok v družini. Njegov oče Morgan Porterfield Freeman je bil brivec, ki je leta 1961 umrl zaradi ciroze jeter. Mati Mayme Edna Revere je bila čistilka. V času njegovega odraščanja se je njegova družina pogosto selila. Živeli so v Greenwoodu (Mississippi), Garyju (Indiana) in na koncu v Chicagu.
Morgan je prvič nastopal v šolski predstavi pri osmih letih. Pri dvanajstih letih je zmagal na državnem dramskem tekmovanju. Med srednješolskim izobraževanjem je nastopal v radiodramah v Nashvilleu.
Leta 1955 je odklonil štipendijo Univerzitetne dramske šole v Jacksonu, ker se je odločil za delo v ameriškem vojnem letalstvu.
V začetku leta 1960 se je preselil v Los Angeles, kjer je delal kot zapisnikar na fakulteti. V tem času se je zadrževal tudi v New Yorku in San Franciscu, kjer je bil plesalec. Bil je član plesne skupine Opera ring. Od leta 1964 pa je igralec.

## Kariera
Čeprav je bil njegov prvenec film iz leta 1971, Who Says I Can't Ride a Rainbow?  je Freeman v ameriškim medijih postal znan v limonadi Another World in PBS-ovem otroškem showu The Electric Company. 
Sredi 1980-ih se Freeman začne pojavljati v bolj pomembnih in poznanih vlogah. V njih je igral pametne, resne in poštene like. Bolj ko je postajal slaven, bolj se je začel pojavljati v glavnih vlogah.
Status zvezde je potrdil v filmih kot so: Robin Hood, Sedem…Za film Punčka za milijon dolarjev je dobil oskarja za najboljšega stranskega igralca. 
Leta 1997 je skupaj z Lori McCreary ustanovil filmsko produkcijsko hišo  Revelations Entertainment.

## Filmi
- Street Smart (1987)
- Vojna za slavo (1989)
- Strogi ravnatelj (1989)
- Bitka za slavo (1989)
- Šofer gospodične Daisy (1989)
- Robin Hood: Princ tatov (1991)
- Neoproščeno (1992)
- Kaznilnica odrešitve (1994)
- Sedem (1995)
- Izbruh (1995)
- Zbogom dekleta (1997)
- Amistad (1997)
- Dež za ubijanje (1998)
- Zadnji udarec (1998)
- Bolničarka Betty (2000)
- V pajkovi mreži (2001)
- Pravi zločin (2002)
- Vsota vseh strahov (2002)
- Lovec na sanje (2003)
- Vsemogočni Bruce (2003)
- Veliki udarec (2004)
- Punčka za milijon dolarjev (2004)
- Zvesti Danny (2005)
- Edison (2005)
- Batman: Na začetku (2005)
- Nedokončano življenje (2005)
- Srečnež Slavin (2006)
- Pogodba (2006)
- Vsemogočni Evan (2007)
- Zbogom punčka (2007)
- Preden se stegneva (2008)